# Jörgen Persson
Jörgen Persson (* 22. dubna 1966 Halmstad, Švédsko) je švédský stolní tenista. Byl jedním z členů legendárního švédského týmu, který byl (jako jeden z mála v historii) schopen dlouhodobě konkurovat asijským stolně-tenisovým velmocím.
Jedná se o praváka s útočnou technickou hrou a evropským držením pálky. Na rozdíl od svého reprezentačního kolegy Waldnera je Perssonova hra založena více na švihovém a převážně forehandovém topspinu ze střední vzdálenosti. Spolu s Waldnerem oba sdílí vynikající práci nohou i skvělou krátkou hru nad stolem, včetně příjmu podání. Persson také patří k hráčům, kteří si stále udržují vysokou výkonnost i po čtyřicítce - v současnosti (srpen 2007) mu patří 27. místo žebříčku ITTF.Na letních olympijských hrách v Pekingu roku 2008 vybojoval ve svých 42 letech 4. místo když v semifinále prohrál s Wang haem a v boji o 3. místo podlehl jeho kolegovi z reprezentace Wang Liqinovi.

## Dosažené úspěchy
Jörgen Persson dosáhl na mistrovství světa následujících úspěchů:
- zlatá medaile družstev (1989, 1991, 1993, 2000)
- zlatá medaile ve dvouhrách (1991)
- stříbrná medaile ve dvouhrách (1989)
- stříbrná medaile ve čtyřhře mužů (1997)